# アロフィ
アロフィ（Alofi）は、ニウエの首都である。人口597人 (2017年)。アロフィはパラオの首都であるマルキョクに次いで人口が2番目に少ない国の首都である。行政上はアロフィ南とアロフィ北との二つの村（自治体）に分かれている。

## 地理
島の西側にある、アロフィ湾の中央部に位置しており、ニウエを取り囲む唯一のリーフブレイクに近い。島の長さの30% (約7キロ)に渡って広がるアロフィ湾は北のマケフ岬から南のハラギギー岬まで伸びている。
アロフィはアバテレ、ハクプ、ラケパ、リク、マケフ、マタラウ、タマカウトガ、トゥアパと接している。
アロフィには市民の生活を豊かにするための文化的施設がいくつか存在している。現地の文化的・歴史的重要物を保存しているニウエ国立博物館や、タ・キリキキ (ta kilikiki、ニウエの伝統的なクリケットの一種)、サッカー、バレーボール、ネットボール、ゴルフ、ラグビーユニオンなどを開催できる体育館が存在する。

### 気候
アロフィはケッペンの気候区分によると、熱帯雨林気候であり乾季がない。6月から9月にかけて首都は日本のジメジメした気候とは違い、さらっとした気候となるが、平均雨量が乾季の月の限界である60 mm (2.4 in)を超える。平均気温は若干の揺れがあるものの、最も熱い月 (2月)は29 °C (84 °F)で最も寒い月 (7月と8月)が20 °C (68 °F)と一年を通じて気温差は殆どない。

## 歴史
1744年に航海士のジェームズ・クックがアロフィのオパヒ桟橋 (Opahi Landing)に上陸した。
2004年の1月に死者2人を出し、大きな被害をもたらしたサイクロン・ヘタが上陸した。アロフィに位置する病院や政府の庁舎を含む多くの建物が破壊されたため、政府の庁舎は今では海岸から3キロ程離れたフォンアクラ(Fonuakula)と名付けられた新たな町に転移された。フォンアクラは行政上ではアロフィ南に位置する。

## 交通
ニウエ国際空港が、タマカウトガ村との境にあり、ニュージーランド航空の運航するオークランド-アロフィ便が唯一就航している。アロフィには舗装路・未舗装路問わず多くの道路が存在し、首都を縦横無尽に駆け巡る。

## 人口
| 年   | 2011年               | 2017年 |
| 人口 | 639 (北:215, 南:424) | 597    |

## 出身・関連著名人
- ダルトン・タンゲランギ - ニウエの首相 (2020年6月-)
- サム・パタ・エマーニ・タンゲランギ（英語版） - ダルトン・タゲラギの父